# Liga Premier de Irak 2015-16
La Liga Premier de Irak 2015–16 fue la 42.ª temporada de la liga de máxima división del fútbol iraquí desde su establecimiento en 1974. La temporada comenzó el 15 de septiembre y finalizó el 22 de mayo de 2016, con la coronación del Al-Zawraa.
El Naft Al-Wasat fue el campeón defensor.

## Equipos promovidos
Equipos promovidos de la División 1 de Irak 2014–15
1. Al-Samawa
2. Al-Sinaa

Equipos descendidos a la División 1 de Irak 2015–16
1. Masafi Al-Wasat
2. Sulaymaniya FC

## Equipos

### Datos generales
| Club              | Entrenador         | Ciudad   | Sede                         | Aforo  |
| ----------------- | ------------------ | -------- | ---------------------------- | ------ |
| Al-Hedood         | Abdul Naji         | Bagdad   | Estadio Al-Hedood            |        |
| Al-Kahraba        | Shaker Mahmoud     | Bagdad   | Estadio Al Naft              | 3,000  |
| Al-Karkh          | Essam Hamed        | Bagdad   | Estadio Al Karkh             | 6,000  |
| Al-Minaa          | Hussam Al Sayed    | Basra    | Estadio Al Mina'a            | 10,000 |
| Al-Naft           | Sabah Abdul-Jaleel | Bagdad   | Estadio Al Naft              | 3,000  |
| Al-Quwa Al-Jawiya | Abbas Attiya       | Bagdad   | Estadio Al Jawiya            | 10,000 |
| Al-Shorta         | Mohamed Youssef    | Bagdad   | Estadio Al-Shaab (temporary) | 45,000 |
| Al-Talaba         | Saleh Radi         | Bagdad   | Al Talaba Stadium            | 6,000  |
| Al-Zawraa         | Emad Mohammed      | Bagdad   | Al Zawraa Stadium            | 20,000 |
| Baghdad FC        | Thayer Ahmed       | Bagdad   | Bagdad FC Stadium            | 3,000  |
| Dohuk SC          | Thayer Jassam      | Duhok    | Estadio Duhok                | 20,000 |
| Erbil             | Ayoub Odisho       | Erbil    | Estadio Franso Hariri        | 40,000 |
| Karbalaa FC       | Ali Hadi           | Karbalaa | Estadio Karbala              | 5,000  |
| Naft Al-Janoob    | Emad Aoda          | Basra    | Estadio Naft Al-Janoob       | 4,000  |
| Naft Maysan       | Hassan Ahmed       | Amarah   | Estadio Al-Maimuna           | 10,000 |
| Najaf FC          | Salman Husain      | Najaf    | Estadio An Najaf             | 10,000 |
| Naft Al-Wasat     | Abdul Ghani Shahad | Najaf    | Estadio Naft Al-Wasat        |        |
| Zakho             | Mohammad Qwayed    | Dohuk    | Estadio Duhok                | 6,000  |

## Primera fase

### Grupo 1
|     | Equipos de fútbol | PJ | G  | E | P  | GF | GC | Dif | Pts |
| --- | ----------------- | -- | -- | - | -- | -- | -- | --- | --- |
| 01. | Al-Zawraa SC(A)   | 17 | 11 | 6 | 0  | 24 | 10 | +14 | 39  |
| 02. | Naft Al-Wasat(A)  | 17 | 10 | 5 | 2  | 24 | 14 | +10 | 35  |
| 03. | Al-Naft(A)        | 17 | 9  | 5 | 3  | 21 | 10 | +11 | 34  |
| 04. | Al-Talaba(A)      | 17 | 7  | 6 | 4  | 20 | 14 | +6  | 27  |
| 05. | Naft Maysan       | 17 | 6  | 6 | 5  | 16 | 16 | 0   | 24  |
| 06. | Al-Kahraba        | 17 | 3  | 7 | 7  | 9  | 17 | -8  | 16  |
| 07. | Naft Al-Janoob    | 17 | 3  | 6 | 8  | 15 | 20 | -5  | 15  |
| 08. | Al-Karkh SC       | 17 | 2  | 6 | 9  | 11 | 20 | -9  | 12  |
| 09. | Al Samawa         | 17 | 2  | 4 | 11 | 14 | 26 | -12 | 10  |
| 10. | Duhok FC(D)       | 9  | 2  | 1 | 6  | 8  | 15 | -7  | 7   |

Pts = Puntos; PJ = Partidos jugados; G = Partidos ganados; E = Partidos empatados; P = Partidos perdidos; GF = Goles anotados; GC = Goles recibidos; Dif = Diferencia de goles

(C) = Campeón; (D) = Descendido; (P) = Promovido; (E) = Eliminado; (O) = Ganador de Play-off; (A) = Avanza a siguiente ronda.

Fuente:
|  | Fase Final Grupo 1               |
|  | Descenso a la División 1 de Irak |

### Grupo 2
|     | Equipos de fútbol    | PJ | G  | E | P  | GF | GC | Dif | Pts |
| --- | -------------------- | -- | -- | - | -- | -- | -- | --- | --- |
| 01. | Al Quwa Al Jawiya(A) | 17 | 10 | 3 | 4  | 22 | 11 | +11 | 33  |
| 02. | Al Minaa(A)          | 18 | 9  | 5 | 4  | 27 | 17 | +10 | 32  |
| 03. | Bagdad FC(A)         | 18 | 9  | 3 | 6  | 22 | 17 | +5  | 30  |
| 04. | Al-Shorta(A)         | 18 | 9  | 2 | 7  | 20 | 19 | +1  | 29  |
| 05. | Zakho FC             | 18 | 7  | 7 | 4  | 17 | 10 | +7  | 28  |
| 06. | Arbil FC             | 17 | 5  | 8 | 4  | 19 | 17 | +2  | 23  |
| 07. | Nayaf FC             | 18 | 7  | 2 | 9  | 13 | 22 | -9  | 23  |
| 08. | Karbala FC           | 18 | 5  | 7 | 6  | 17 | 16 | +1  | 22  |
| 09. | Al-Hedood            | 18 | 2  | 6 | 10 | 11 | 23 | -7  | 12  |
| 10. | Al-Sinaa(D)          | 18 | 1  | 7 | 10 | 8  | 24 | -16 | 10  |

Pts = Puntos; PJ = Partidos jugados; G = Partidos ganados; E = Partidos empatados; P = Partidos perdidos; GF = Goles anotados; GC = Goles recibidos; Dif = Diferencia de goles

(C) = Campeón; (D) = Descendido; (P) = Promovido; (E) = Eliminado; (O) = Ganador de Play-off; (A) = Avanza a siguiente ronda.

Fuente:
|  | Fase Final Grupo 2               |
|  | Descenso a la División 1 de Irak |

## Fase final
|     | Equipos de fútbol | PJ | G | E | P | GF | GC | Dif | Pts |
| --- | ----------------- | -- | - | - | - | -- | -- | --- | --- |
| 01. | Al-Zawraa SC(C)   | 7  | 4 | 3 | 0 | 13 | 5  | +8  | 15  |
| 02. | Naft Al-Wasat     | 7  | 4 | 2 | 1 | 10 | 6  | +4  | 14  |
| 03. | Al-Talaba         | 7  | 3 | 3 | 1 | 8  | 6  | +2  | 10  |
| 04. | Al Quwa Al Jawiya | 7  | 3 | 0 | 4 | 11 | 7  | +4  | 9   |
| 05. | Al-Naft           | 7  | 2 | 3 | 2 | 9  | 9  | +0  | 8   |
| 06. | Al Minaa          | 7  | 2 | 2 | 3 | 9  | 13 | -4  | 8   |
| 07. | Al-Shorta         | 7  | 1 | 2 | 4 | 6  | 12 | -6  | 5   |
| 08. | Bagdad FC         | 7  | 1 | 1 | 5 | 6  | 14 | -8  | 4   |

Pts = Puntos; PJ = Partidos jugados; G = Partidos ganados; E = Partidos empatados; P = Partidos perdidos; GF = Goles anotados; GC = Goles recibidos; Dif = Diferencia de goles

(C) = Campeón; (D) = Descendido; (P) = Promovido; (E) = Eliminado; (O) = Ganador de Play-off; (A) = Avanza a siguiente ronda.

Fuente:
1. ↑  Clasifica a la Copa AFC 2017, como campeón de la Copa de Irak 2015-16.

|  | Liga de Campeones 2017 (Play-Off)      |
|  | Copa AFC 2017 (Fase de grupos)         |
|  | Copa de Clubes del Mundo Árabe 2016–17 |

## Estadísticas

### Goleadores
| Posición | Jugador               | Club              | Goles |
| -------- | --------------------- | ----------------- | ----- |
| 1        | Hammadi Ahmed         | Al-Quwa Al-Jawiya | 12    |
| 1        | Mohannad Abdul-Raheem | Al-Zawraa         | 12    |
| 3        | Abdul-Qadir Tariq     | Al-Talaba         | 10    |
| 3        | Omar Khribin          | Al-Minaa          | 10    |
| 4        | Alaa Abdul-Zahra      | Al-Zawraa         | 9     |